# Jake Hughes
Jake Hughes (Birmingham, Inglaterra, Reino Unido; 30 de mayo de 1994) es un piloto de automovilismo británico. Fue campeón de la Fórmula 4 BRDC en 2013 y subcampeón de la Fórmula Renault 2.0 Alpes en 2015, compitió en GP3 Series en 2016 y 2018 para los equipos DAMS y ART Grand Prix respectivamente. En 2017, corrió en la Fórmula 3 Europea con Hitech GP. En 2019 y 2020 compitió en el Campeonato de Fórmula 3 de la FIA obteniendo tres victorias y ocho podios. En 2021 y 2022 participó parcialmente en el Campeonato de Fórmula 2 de la FIA con el mismo equipo, y con su sucesora, Van Amersfoort Racing. Desde 2022-23 compite en la Fórmula E con la escudería McLaren Formula E Team.

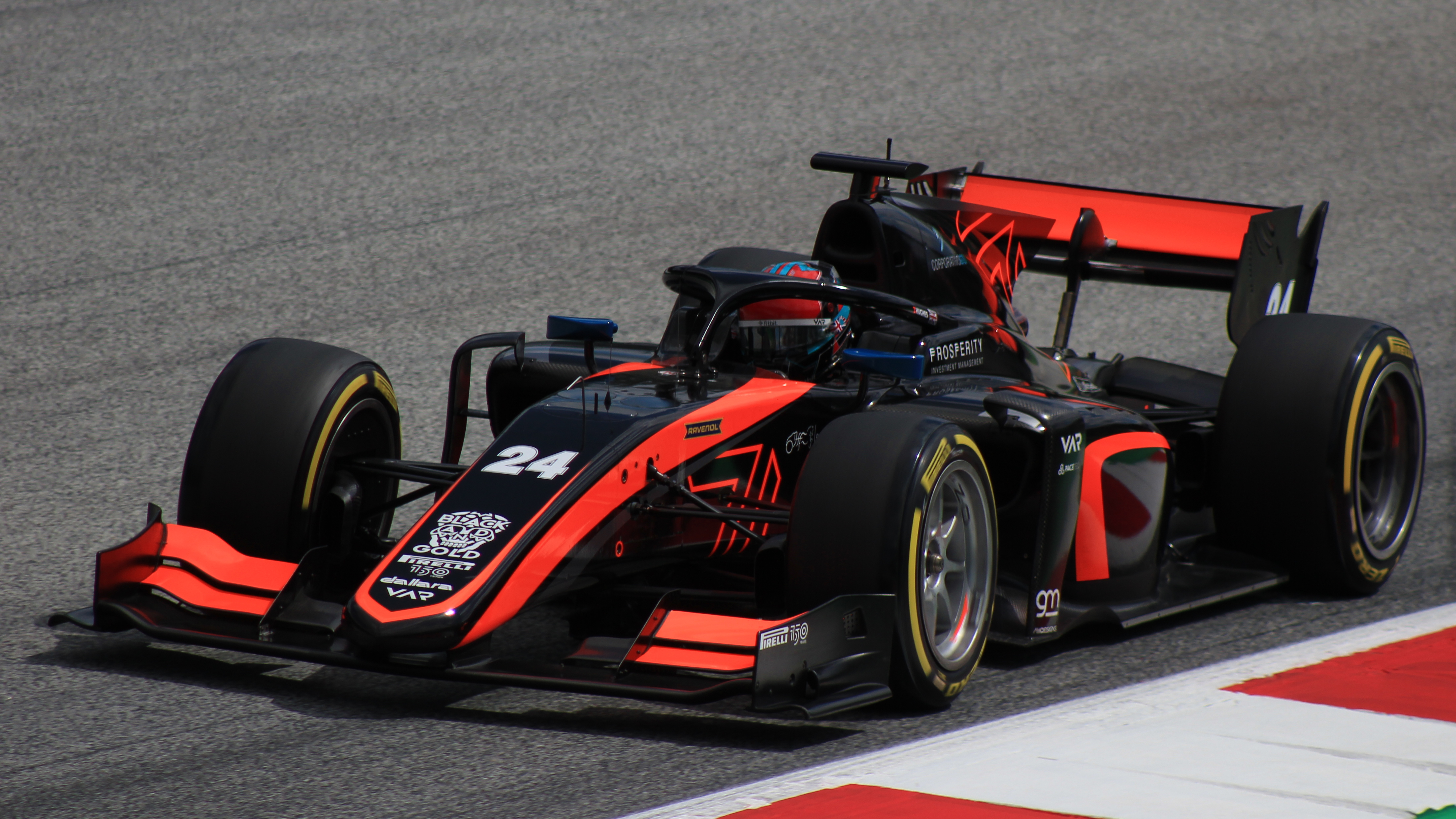
Hughes en Red Bull Ring, 2022.

## Resumen de carrera
| Temporada | Categoría                                       | Equipo                          | Carreras          | Victorias         | Poles             | VR                | Podios            | Puntos            | Pos.              |
| --------- | ----------------------------------------------- | ------------------------------- | ----------------- | ----------------- | ----------------- | ----------------- | ----------------- | ----------------- | ----------------- |
| 2012      | Fórmula Renault BARC                            | Antel Motorsport                | 2                 | 0                 | 0                 | 0                 | 0                 | 7                 | 30.º              |
| 2012      | V de V Challenge Monoplace                      | Antel Motorsport                | 2                 | 0                 | 0                 | 0                 | 0                 | 25                | 45.º              |
| 2012      | Fórmula Renault BARC Serie de Invierno          | MGR Motorsport                  | 2                 | 0                 | 0                 | 0                 | 0                 | 24                | 14.º              |
| 2013      | Campeonato de Fórmula 4 BRDC                    | Lanan Racing                    | 24                | 4                 | 4                 | 6                 | 10                | 445               | 1.º               |
| 2014      | Copa de Europa del Norte de Fórmula Renault 2.0 | ART Junior Team                 | 4                 | 0                 | 0                 | 0                 | 0                 | 152               | 8.º               |
| 2014      | Copa de Europa del Norte de Fórmula Renault 2.0 | Mark Burdett Racing             | 11                | 0                 | 0                 | 0                 | 1                 | 152               | 8.º               |
| 2014      | Eurocopa de Fórmula Renault 2.0                 | Mark Burdett Racing             | 2                 | 0                 | 0                 | 0                 | 0                 | 0                 | NC†               |
| 2014      | Eurocopa de Fórmula Renault 2.0                 | Strakka Racing                  | 4                 | 0                 | 0                 | 1                 | 0                 | 0                 | NC†               |
| 2014      | Fórmula Renault 2.0 Alpes                       | Strakka Racing                  | 2                 | 0                 | 0                 | 0                 | 0                 | 0                 | NC†               |
| 2015      | Eurocopa de Fórmula Renault 2.0                 | Koiranen GP                     | 17                | 1                 | 1                 | 0                 | 5                 | 160               | 6.º               |
| 2015      | Fórmula Renault 2.0 Alpes                       | Koiranen GP                     | 16                | 3                 | 2                 | 3                 | 7                 | 237               | 2.º               |
| 2016      | GP3 Series                                      | DAMS                            | 18                | 2                 | 1                 | 2                 | 4                 | 90                | 8.º               |
| 2016      | Campeonato Europeo de Fórmula 3 de la FIA       | Carlin                          | 3                 | 0                 | 0                 | 0                 | 1                 | 27                | 16.º              |
| 2016      | Gran Premio de Macao                            | Carlin                          | 1                 | 0                 | 0                 | 0                 | 0                 | N/A               | 6.º               |
| 2017      | Campeonato Europeo de Fórmula 3 de la FIA       | Hitech GP                       | 30                | 1                 | 2                 | 2                 | 7                 | 207               | 5.º               |
| 2018      | GP3 Series                                      | ART Grand Prix                  | 18                | 1                 | 0                 | 0                 | 3                 | 85                | 8.º               |
| 2018      | Campeonato Asiático de F3                       | Hitech GP                       | 9                 | 9                 | 6                 | 8                 | 9                 | 225               | 2.º               |
| 2018      | Gran Premio de Macao                            | Hitech GP                       | 1                 | 0                 | 0                 | 0                 | 0                 | N/A               | 4.º               |
| 2019      | Campeonato de Fórmula 3 de la FIA               | HWA RACELAB                     | 16                | 1                 | 1                 | 2                 | 4                 | 90                | 7.º               |
| 2019      | Gran Premio de Macao                            | HWA RACELAB                     | 1                 | 0                 | 0                 | 1                 | 0                 | N/A               | 6.º               |
| 2019      | Campeonato de Fórmula Regional Europea          | KIC Motorsport                  | 3                 | 0                 | 0                 | 1                 | 3                 | 45                | 17.º              |
| 2019-20   | Campeonato Asiático de F3                       | Hitech Grand Prix               | 6                 | 0                 | 0                 | 1                 | 0                 | 24                | 14.º              |
| 2019-20   | Fórmula E                                       | Mercedes-Benz EQ Formula E Team | Piloto de pruebas | Piloto de pruebas | Piloto de pruebas | Piloto de pruebas | Piloto de pruebas | Piloto de pruebas | Piloto de pruebas |
| 2020      | Campeonato de Fórmula 3 de la FIA               | HWA RACELAB                     | 18                | 2                 | 0                 | 0                 | 4                 | 111.5             | 7.º               |
| 2020      | Campeonato de Fórmula 2 de la FIA               | BWT HWA RACELAB                 | 2                 | 0                 | 0                 | 0                 | 0                 | 0                 | 23.º              |
| 2021      | Campeonato de Fórmula 3 de la FIA               | Carlin Buzz Racing              | 3                 | 0                 | 0                 | 0                 | 0                 | 0                 | 27.º              |
| 2021      | Campeonato de Fórmula 2 de la FIA               | HWA RACELAB                     | 8                 | 0                 | 0                 | 0                 | 0                 | 8                 | 18.º              |
| 2022      | Campeonato de Fórmula 2 de la FIA               | Van Amersfoort Racing           | 16                | 0                 | 0                 | 0                 | 0                 | 26                | 16.º              |
| 2022-23   | Fórmula E                                       | NEOM McLaren Formula E Team     | 15                | 0                 | 2                 | 0                 | 0                 | 48                | 12.º              |
| 2023-24   | Fórmula E                                       | NEOM McLaren Formula E Team     | 16                | 0                 | 2                 | 2                 | 1                 | 48                | 14.º              |
| 2024-25   | Fórmula E                                       | Maserati MSG Racing             | Disputándose      | Disputándose      | Disputándose      | Disputándose      | Disputándose      | Disputándose      | Disputándose      |
| Fuente:   |                                                 |                                 |                   |                   |                   |                   |                   |                   |                   |

- † Hughes fue piloto invitado, por lo tanto no fue apto para sumar puntos.

## Resultados

### GP3 Series
(Clave) (negrita indica pole position) (cursiva indica vuelta rápida puntuable)

| Año  | Escudería      | 1   | 1   | 2   | 2   | 3   | 3   | 4   | 4   | 5   | 5   | 6   | 6   | 7   | 7   | 8   | 8   | 9   | 9   | Pos. | Puntos | Ref.  |
| ---- | -------------- | --- | --- | --- | --- | --- | --- | --- | --- | --- | --- | --- | --- | --- | --- | --- | --- | --- | --- | ---- | ------ | ----- |
| 2016 | DAMS           | BAR | BAR | SPI | SPI | SIL | SIL | BUD | BUD | HOC | HOC | SPA | SPA | MNZ | MNZ | KUA | KUA | YMC | YMC | 8.º  | 90     | [ 7 ] |
| 2016 | DAMS           | 2   | 8   | 8   | 6   | Ret | 17  | 23  | 19  | 8   | 1   | Ret | Ret | 3   | 10  | Ret | 12  | 7   | 1   | 8.º  | 90     | [ 7 ] |
| 2018 | ART Grand Prix | BAR | BAR | LEC | LEC | SPI | SPI | SIL | SIL | BUD | BUD | SPA | SPA | MNZ | MNZ | SOC | SOC | YMC | YMC | 8.º  | 85     | [ 8 ] |
| 2018 | ART Grand Prix | 13  | 3   | 10  | 17  | 5   | 1   | Ret | 8   | 16  | 14  | 7   | 4   | 9   | 4   | 7   | 16  | 7   | 2   | 8.º  | 85     | [ 8 ] |

### Campeonato Europeo de Fórmula 3 de la FIA
(Clave) (negrita indica pole position) (cursiva indica vuelta rápida)

| Año          | Equipo    | Motor      | 1        | 2       | 3        | 4        | 5        | 6         | 7         | 8       | 9         | 10      | 11      | 12      | 13        | 14    | 15      | 16        | 17      | 18        | 19      | 20    | 21      | 22      | 23      | 24      | 25       | 26       | 27       | 28       | 29      | 30      | Pos. | Puntos |
| ------------ | --------- | ---------- | -------- | ------- | -------- | -------- | -------- | --------- | --------- | ------- | --------- | ------- | ------- | ------- | --------- | ----- | ------- | --------- | ------- | --------- | ------- | ----- | ------- | ------- | ------- | ------- | -------- | -------- | -------- | -------- | ------- | ------- | ---- | ------ |
| 2016         | Carlin    | Volkswagen | LEC 1    | LEC 2   | LEC 3    | HUN 1    | HUN 2    | HUN 3     | PAU 1     | PAU 2   | PAU 3     | RBR 1   | RBR 2   | RBR 3   | NOR 1     | NOR 2 | NOR 3   | ZAN 1     | ZAN 2   | ZAN 3     | SPA 1   | SPA 2 | SPA 3   | NÜR 1   | NÜR 2   | NÜR 3   | IMO 1    | IMO 2    | IMO 3    | HOC 1 19 | HOC 2 4 | HOC 3   | 16.º | 27     |
| 2017         | Hitech GP | Mercedes   | SIL 1 13 | SIL 2 3 | SIL 3 13 | MNZ 1 10 | MNZ 2 13 | MNZ 3 Ret | PAU 1 Ret | PAU 2 6 | PAU 3 Ret | HUN 1 2 | HUN 2 4 | HUN 3 7 | NOR 1 Ret | NOR 2 | NOR 3 5 | SPA 1 Ret | SPA 2 4 | SPA 3 Ret | ZAN 1 8 | ZAN 2 | ZAN 3 5 | NÜR 1 2 | NÜR 2 1 | NÜR 3 2 | RBR 1 11 | RBR 2 13 | RBR 3 16 | HOC 1 12 | HOC 2 5 | HOC 3 8 | 5.º  | 207    |
| Referencias: |           |            |          |         |          |          |          |           |           |         |           |         |         |         |           |       |         |           |         |           |         |       |         |         |         |         |          |          |          |          |         |         |      |        |

### Campeonato de Fórmula 3 de la FIA
(Clave) (negrita indica pole position) (cursiva indica vuelta rápida puntuable)

| Año  | Escudería   | 1    | 1    | 2    | 2    | 3   | 3   | 4    | 4    | 5    | 5    | 6   | 6   | 7   | 7   | 8   | 8   | 9   | 9   | Pos. | Puntos | Ref.   |
| ---- | ----------- | ---- | ---- | ---- | ---- | --- | --- | ---- | ---- | ---- | ---- | --- | --- | --- | --- | --- | --- | --- | --- | ---- | ------ | ------ |
| 2019 | HWA RACELAB | BAR  | BAR  | LEC  | LEC  | SPI | SPI | SIL  | SIL  | BUD  | BUD  | SPA | SPA | MNZ | MNZ | SOC | SOC |     |     | 7.º  | 90     | [ 11 ] |
| 2019 | HWA RACELAB | 17   | Ret  | Ret  | 7    | 7   | 1   | 9    | Ret  | 3    | 3    | 21  | Ret | 6   | 3   | 7   | 4   |     |     | 7.º  | 90     | [ 11 ] |
| 2020 | HWA RACELAB | SPI1 | SPI1 | SPI2 | SPI2 | BUD | BUD | SIL1 | SIL1 | SIL2 | SIL2 | BAR | BAR | SPA | SPA | MNZ | MNZ | MUG | MUG | 7.º  | 111.5  | [ 12 ] |
| 2020 | HWA RACELAB | 28   | 12   | 10   | Ret  | 24  | 19  | 4    | 10   | 2    | 7    | 1   | 10  | Ret | 17  | 5   | 1   | 2   | 6   | 7.º  | 111.5  | [ 12 ] |

| Año  | Escudería          | 1   | 1   | 1   | 2   | 2   | 2   | 3   | 3   | 3   | 4   | 4   | 4   | 5   | 5   | 5   | 6   | 6   | 6   | 7   | 7   | 7   | Pos. | Puntos | Ref.   |
| ---- | ------------------ | --- | --- | --- | --- | --- | --- | --- | --- | --- | --- | --- | --- | --- | --- | --- | --- | --- | --- | --- | --- | --- | ---- | ------ | ------ |
| 2021 | Carlin Buzz Racing | BAR | BAR | BAR | LEC | LEC | LEC | SPI | SPI | SPI | BUD | BUD | BUD | SPA | SPA | SPA | ZAN | ZAN | ZAN | SOC | SOC | SOC | 27.º | 0      | [ 13 ] |
| 2021 | Carlin Buzz Racing |     |     |     |     |     |     |     |     |     | 16  | 17  | 13  |     |     |     |     |     |     |     |     |     | 27.º | 0      | [ 13 ] |

### Campeonato de Fórmula 2 de la FIA
(Clave) (negrita indica pole position) (cursiva indica vuelta rápida puntuable)

| Año  | Escudería       | 1    | 1    | 2    | 2    | 3   | 3   | 4    | 4    | 5    | 5    | 6   | 6   | 7   | 7   | 8   | 8   | 9   | 9   | 10  | 10  | 11   | 11   | 12   | 12   | Pos. | Puntos | Ref.   |
| ---- | --------------- | ---- | ---- | ---- | ---- | --- | --- | ---- | ---- | ---- | ---- | --- | --- | --- | --- | --- | --- | --- | --- | --- | --- | ---- | ---- | ---- | ---- | ---- | ------ | ------ |
| 2020 | BWT HWA RACELAB | SPI1 | SPI1 | SPI2 | SPI2 | BUD | BUD | SIL1 | SIL1 | SIL2 | SIL2 | BAR | BAR | SPA | SPA | MNZ | MNZ | MUG | MUG | SOC | SOC | SAK1 | SAK1 | SAK2 | SAK2 | 23.º | 0      | [ 14 ] |
| 2020 | BWT HWA RACELAB |      |      |      |      |     |     |      |      |      |      |     |     |     |     |     |     |     |     | 12  | Ret |      |      |      |      | 23.º | 0      | [ 14 ] |

| Año  | Escudería   | 1   | 1   | 1   | 2   | 2   | 2   | 3   | 3   | 3   | 4   | 4   | 4   | 5   | 5   | 5   | 6   | 6   | 6   | 7   | 7   | 7   | 8   | 8   | 8   | Pos. | Puntos | Ref.   |
| ---- | ----------- | --- | --- | --- | --- | --- | --- | --- | --- | --- | --- | --- | --- | --- | --- | --- | --- | --- | --- | --- | --- | --- | --- | --- | --- | ---- | ------ | ------ |
| 2021 | HWA RACELAB | SAK | SAK | SAK | MON | MON | MON | BAK | BAK | BAK | SIL | SIL | SIL | MNZ | MNZ | MNZ | SOC | SOC | SOC | YED | YED | YED | YMC | YMC | YMC | 18.º | 8      | [ 15 ] |
| 2021 | HWA RACELAB |     |     |     |     |     |     |     |     |     |     |     |     | 12  | Ret | 13  | 4   | C   | 18  |     |     |     | Ret | 13  | Ret | 18.º | 8      | [ 15 ] |

| Año  | Escudería             | 1   | 1   | 2   | 2   | 3   | 3   | 4   | 4   | 5   | 5   | 6   | 6   | 7   | 7   | 8   | 8   | 9   | 9   | 10  | 10  | 11  | 11  | 12  | 12  | 13  | 13  | 14  | 14  | Pos. | Puntos | Ref.   |
| ---- | --------------------- | --- | --- | --- | --- | --- | --- | --- | --- | --- | --- | --- | --- | --- | --- | --- | --- | --- | --- | --- | --- | --- | --- | --- | --- | --- | --- | --- | --- | ---- | ------ | ------ |
| 2022 | Van Amersfoort Racing | SAK | SAK | YED | YED | IMO | IMO | BAR | BAR | MON | MON | BAK | BAK | SIL | SIL | SPI | SPI | LEC | LEC | BUD | BUD | SPA | SPA | ZAN | ZAN | MNZ | MNZ | YMC | YMC | 16.º | 26     | [ 16 ] |
| 2022 | Van Amersfoort Racing | Ret | 9   | DSQ | 4   | 18  | 12  | 20† | 16  | 18  | 13  | 9   | 10  | 11  | 10  | 16  | 5   |     |     |     |     |     |     |     |     |     |     |     |     | 16.º | 26     | [ 16 ] |

### Fórmula E
(Clave) (negrita indica pole position) (cursiva indica vuelta rápida puntuable)
| Año     | Escudería                   | 1   | 1   | 2   | 2   | 3   | 4   | 5   | 6   | 6   | 7   | 7   | 8   | 8   | 9   | 9   | 10  | 10  | 11  | 11  | Pos. | Puntos | Ref.   |
| ------- | --------------------------- | --- | --- | --- | --- | --- | --- | --- | --- | --- | --- | --- | --- | --- | --- | --- | --- | --- | --- | --- | ---- | ------ | ------ |
| 2022-23 | NEOM McLaren Formula E Team | MEX | MEX | DIR | DIR | HYD | CAB | SÃO | BER | BER | MON | MON | YAK | YAK | PRT | PRT | ROM | ROM | LON | LON | 12.º | 48     | [ 17 ] |
| 2022-23 | NEOM McLaren Formula E Team | 5   | 5   | 8   | 5   | Ret | 10  | 8   | Ret | 18  | 5   | 5   | 10  | Ret | 18  | 18  | DNS | 11  | 10  | 19  | 12.º | 48     | [ 17 ] |
| 2023-24 | NEOM McLaren Formula E Team | MEX | MEX | DIR | DIR | SÃO | TOK | MIS | MIS | MON | BER | BER | SHA | SHA | PRT | PRT | LON | LON |     |     | 15.º | 46     | [ 18 ] |
| 2023-24 | NEOM McLaren Formula E Team | 7   | 7   | 11  | 4   | Ret | 14  | 13  | 8   | 16  | 15  | 12  | 16  | 2   | 21  | Ret | Ret | 11  |     |     | 15.º | 46     | [ 18 ] |
| 2024-25 | Maserati MSG Racing         | SÃO | MEX | YED | YED | MIA | MON | MON | TOK | TOK | SHA | SHA | YAK | BER | BER | LON | LON |     |     |     | 16.º | 40     | [ 19 ] |
| 2024-25 | Maserati MSG Racing         | Ret | 10  | 5   | 3   | Ret | 16  | 17  | 19  | 18  | 16  | 4   | Ret | 14  | 10  | Ret | 17  |     |     |     | 16.º | 40     | [ 19 ] |